# Белкатгин
Белкатгин (? — после 1079 года) — половецкий хан, участник набегов на Русь.

## Этимология имени
Имя происходит от тюркских корней о означает бильгä + тигин = умудренный, правящий + принц. Указывается, что в некоторых схожих именах в летописи со временем буква «т» исчезала, и -тгин превращалось в -кан или -хан, отражая смену статуса носителя, но в случае с Белкатгином этого не произошло.

## Биография
Участник русско-половецких войн. Зимой 1078—1079 года вместе с другими половецкими ханами Асадуком и Сауком совершил поход на Русь, был сожжён город Стародуб и разорены окрестности. Черниговский князь Владимир Мономах со своими воинами и союзными ему половцами догнал половцев и на реке Десне разгромил их, Саук и Асадук попали в плен..
Сам Белкатгин был разгромлен на следующий день за Новгород-Северским, были освобождены пленники.
В дальнейшем не упоминался.

## Историческое значение
Упоминание этого тюркского имени в Поучении Владимира Мономаха, в котором последовательно используются буквы е, ѣ, и и, открывает возможность уточнить время исчезновения редуцированных гласных из языка. Затруднение вызывает то, что имя фактически представляет из себя двойной титул, огласовка которого еще окончательно не прояснена, более вероятным древнерусским вариантом является тигин.